# والتر هوارد إيفانز
والتر هوارد إيفانز (بالإنجليزية: Walter Howard Evans)‏ هو قاضي ومحامي أمريكي، ولد في 17 أبريل 1870 في نيو ميلدتاون في الولايات المتحدة، وتوفي في 13 يوليو 1959 في بورتلاند في الولايات المتحدة.